# Alexander Konovalov

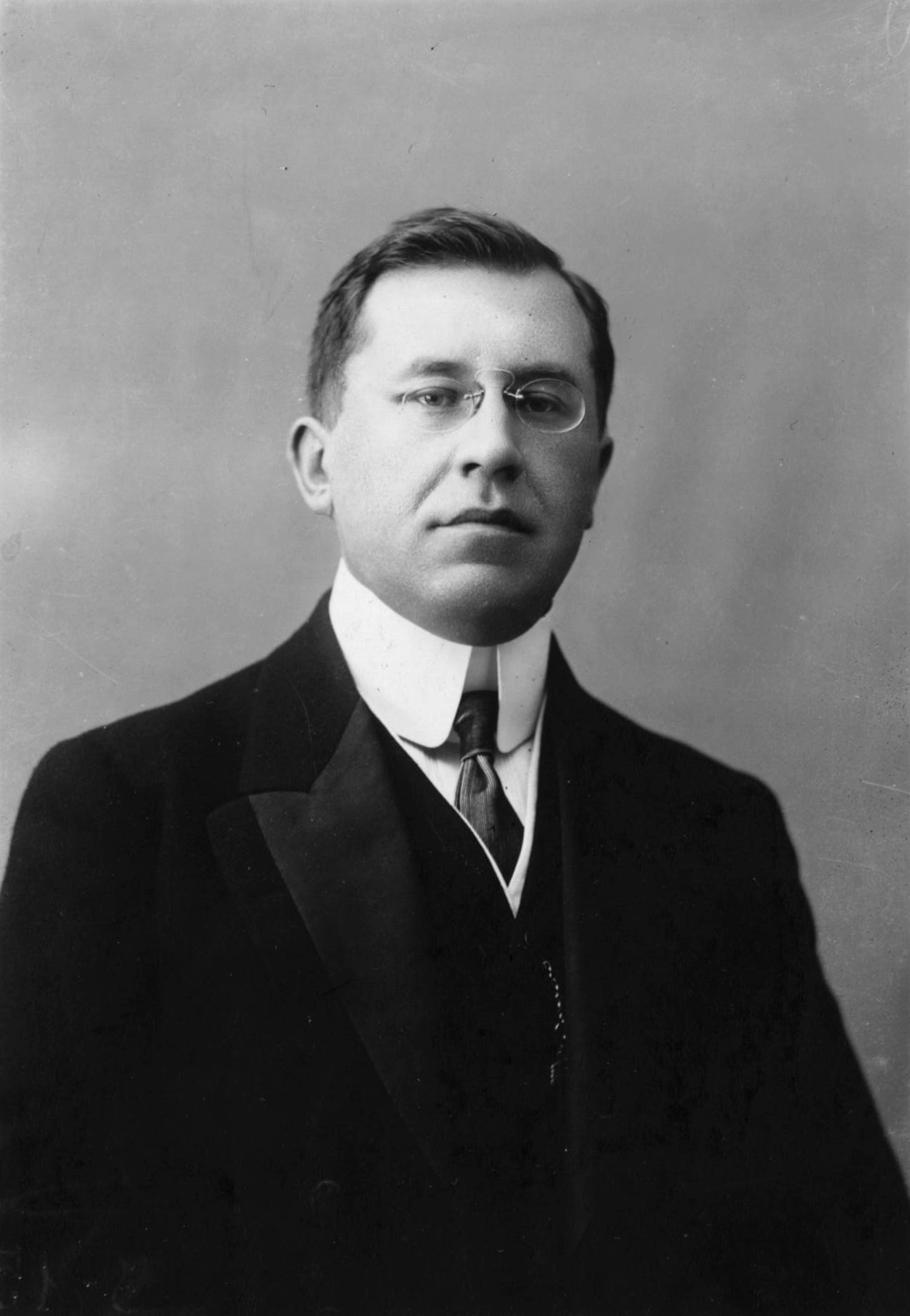
Alexander Konovalov

Alexander Ivanovich Konovalov (Moscou, 17 de setembro de 1875 – Paris, 28 de janeiro de 1949) foi um político e empresário russo. Um dos maiores fabricantes de têxteis da Rússia, tornou-se um líder Partido Progressista, associação de cunho liberal e voltado para o comércio. Ele foi membro do bloco progressista na Duma Estatal do Império Russo. Durante a Primeira Guerra Mundial, Konovalov foi vice-presidente da Comissão Militar-Industrial de Alexandre Guchkov, e depois da Revolução de Fevereiro, tornou-se ministro do Comércio e Indústria no Governo Provisório. Depois da Revolução de Outubro, emigrou para a França, onde foi líder de esquerda de emigrados russos; no início da Segunda Guerra Mundial, ele se mudou para os Estados Unidos.